# Elátkozottak faluja (film, 1995)
Az Elátkozottak faluja (eredeti cím: Village of the Damned) 1995-ben bemutatott amerikai sci-fi horrorfilm. A John Wyndham Szemünk fényei című regényéből  és Stirling Silliphant-Wolf Rilla-George Barclay 1960-as című színműve alapján készült alkotást John Carpenter rendezte. Az 1995-ös film a regény első filmváltozatának, Wolf Rilla rendező 1960-as azonos című filmjének remake-je.

## Történet
Egy hétköznapi amerikai kisvárosban, Midwichben földönkívüli űrhajó szállt le. Az idegenek hat órára (10-től 16 óráig) az összes lakót elkábították, a külső környezet számára megközelíthetetlenné tették a települést. A hatóságok egy vastag fehér vonallal jelölték meg a szokatlan és megmagyarázhatatlan jelenség hatókörét. A mesterséges álomban a földönkívüliek a városka valamennyi arra alkalmas nőjét megtermékenyítették, majd észrevétlenül eltávoztak. Néhány lakó az öntudatlan állapot következtében megsérült vagy meghalt. Hetekkel később a kisváros orvosát és tiszteletesét egyre több asszony és lány kereste fel, hogy beszámoljanak nekik nem várt állapotukról. A doktor egy idő után aggódni kezdett, mert szerinte sokkal több a terhesség Midwichben, mint az normálisan várható lett volna. Arra is rájött, hogy az összes terhesség az eszméletvesztés napján kezdődött. Kilenc hónap múlva megszülettek az idegenek utódai: kezdetben normális újszülöttekként viselkedtek, de később fehér hajú, üvegesen izzó szemű, telepatikus képességekkel rendelkező gyermekekké váltak. Amikor serdülővé értek, koruknál sokkal fejlettebbeknek mutatkoztak, és azt tervezték, hogy természetfeletti képességükkel elpusztítják a városlakókat. A fiataloknak közös tudatuk volt, és ennek segítségével befolyásolni tudták az embereket, rá tudták őket kényszeríteni olyan dolgokra, amit azok nem akartak, ráadásul még fájdalmat is tudtak nekik okozni. Nemzőik számára készítették elő a terepet, az idegenek teljes hatalomátvételére. Csak a városka orvosa és felesége sejtette, hogy mire készülnek a szörnyszülöttek, így csak ők akadályozhatták meg a katasztrófát.

## Szereplők
| Színész            | Szerep           | Magyar hang       |
| ------------------ | ---------------- | ----------------- |
| Christopher Reeve  | Dr. Alan Chaffee | Weil Róbert       |
| Kirstie Alley      | Dr. Susan Verner | Prókai Annamária  |
| Linda Kozlowski    | Jill McGowan     | Farkasinszky Edit |
| Michael Paré       | Frank McGowan    | Gesztesi Károly   |
| Mark Hamill        | George atya      | Szirtes Gábor     |
| Meredith Salenger  | Melanie Roberts  | Juhász Judit      |
| Thomas Dekker      | David McGowan    | Szalay Csongor    |
| Peter Jason        | Ben Blum         | Varga Tamás       |
| Constance Forslund | Callie Blum      | Ábrahám Edit      |